# فردی وانگ
فردی وانگ (انگلیسی: Freddie Wong؛ زادهٔ ۱۳ سپتامبر ۱۹۸۵) یک کارگردان، و هنرپیشه اهل ایالات متحده آمریکا است.